# Aleixo (poeta)
Aleixo, também conhecido como Alexo ou Alexis (em grego antigo: Ἄλεξις; Túrio, ca. 375 a.C. — ca. 275 a.C.) foi um poeta cômico grego, pertencente à chamada Comédia Média. Nascido em Túrio, foi criado em Atenas, onde se tornou um cidadão do demo Oion (Οἶον), da tribo dos Leôntidas.
Acredita-se que tenha vencido sua primeira vitória lenéia na década de 350 a.C.. Segundo Plutarco, teria vivido até a idade de 106 anos, e morreu no palco, ao receber uma coroa como prêmio. De acordo com o Suda, escreveu 245 comédias, das quais 130 títulos foram preservados, porém apenas fragmentos das peças sobreviveram - cerca de 340 no total, cerca de mil versos, que evidenciam a característica refinada e espirituosa do autor.
Um tratado anônimo sobre a Comédia afirma que Menandro teria sido seu pupilo. Aleixo foi conhecido durante o período romano; o gramático Aulo Gélio comenta que a poesia de Aleixo fora utilizada por muitos comediantes romanos, incluindo Turpílio e, possivelmente, Plauto.